# Tim Butcher
Tim Butcher (ur. 15 listopada 1967) – angielski dziennikarz, prezenter radiowy i pisarz.

## Życiorys
W latach 1990–2009 pracował dla The Daily Telegraph, m.in. jako autor wstępniaków, korespondent wojenny, szef Biura Afrykańskiego i korespondent na Bliskim Wschodzie.
W 2007 opublikował Rzekę krwi: Podróż do pękniętego serca Afryki, w której opisał historię swojej podróży śladami ekspedycji H.M. Stanleya przez Demokratyczną Republikę Konga od jeziora Tanganika aż do ujścia Kongo. Rzeka krwi, wydana w Polsce w 2009 roku przez Carta Blanca, była nominowana do pierwszej edycji Nagrody im. Ryszarda Kapuścińskiego.
W 2009 napisał jeden z rozdziałów do Urodziłam się dziewczynką, charytatywnego wydawnictwa poświęconego dramatycznej sytuacji młodych kobiet i dziewcząt w niektórych krajach (m.in. Kambodży, Ugandzie i Brazylii).
W lutym 2010 roku otrzymał tytuł doktora honoris causa Uniwersytetu Northampton.